# Betta persephone
Betta persephone är en fiskart som beskrevs av Schaller, 1986. Betta persephone ingår i släktet Betta och familjen Osphronemidae. IUCN kategoriserar arten globalt som akut hotad. Inga underarter finns listade.